# Бирские минеральные источники
Бирские минеральные источники — памятник природы в Бирском районе Башкортостана (Россия), у деревни Костарево на правом берегу реки Белой, в 5 км выше Бирска. Предмет охраны: минеральные источники и их окрестностей. 
Бирские минеральные источники лечебные, образуют целебные грязевые отложения. Постоянный химический режим бирских источников характеризуется хлоридно-сульфатно-натриево-калиевым составом. Ключи с солёной водой богаты железом и бромом. Местность вокруг источника очень красива: лиственные леса соседствуют со степью.